# Малая Кайла
Малая Кайла (Стариковка) — река в Томской области России, левый приток Большой Юксы. Устье реки находится в 24 км от устья по левому берегу Большой Юксы. Протяжённость реки 23 км.

## Данные водного реестра
По данным государственного водного реестра России относится к Верхнеобскому бассейновому округу, водохозяйственный участок реки — Чулым от водомерного поста села Зырянское до устья, речной подбассейн реки — Чулым. Речной бассейн реки — (Верхняя) Обь до впадения Иртыша.
Код водного объекта — 13010400312115200021872.